# Erika Forster-Vannini
Erika Forster-Vannini (Zürich, 27 februari 1944) is een Zwitserse politica voor de Vrijzinnig-Democratische Partij.De Liberalen (FDP/PLR) uit het kanton Sankt Gallen.

## Biografie
Erika Forster-Vannini zetelde van 1988 tot 1995 in de Kantonsraad van Sankt Gallen, waarvan zij voorzitter was in de periode 1994-1995. Na de federale parlementsverkiezingen van 1995, met herverkiezing in 1999, in 2003 en in 2007, zetelde zij van 4 december 1995 tot 4 december 2011 in de Kantonsraad, waarvan hij van 23 november 2009 tot 28 november 2010 voorzitter was.